# Юймэнь
Юймэ́нь (кит. упр. 玉门, пиньинь Yùmén) — городской уезд городского округа Цзюцюань провинции Ганьсу (КНР). Название означает «нефритовые врата».

## История
Вплоть до эпохи Воюющих царств в этих местах жили западные жуны. Во времена империи Цинь здесь обитали усуни, юэчжи, гунны. В 121 году до н. э. Хо Цюйбин завоевал эти места, и здесь был создан уезд Юймэнь (玉门县), подчинённый округу Цзюцюань (酒泉郡).
В V веке эти места оказались в составе государства Западная Лян, и здесь был образован округ Хуэйцзи (会稽郡). Когда эти места попали под власть Северной Вэй, то был создан округ Юймэнь (玉门郡).
При империи Цин в 1759 году был вновь создан уезд Юймэнь.
В 1949 году был образован Специальный район Цзюцюань (酒泉专区), и эти земли вошли в его состав. В декабре 1955 году Юймэньский горнодобывающий район (玉门矿区) стал городом Юймэнь, подчинённым напрямую правительству провинции Ганьсу. В 1958 году город Юймэнь и уезд Юймэнь были объединены в городской округ Юймэнь.
В 1961 году городской округ Юймэнь был понижен в статусе до городского уезда и вновь вошёл в состав Специального района Цзюцюань. В 1970 году Специальный район Цзюцюань был переименован в Округ Цзюцюань (酒泉地区).
Постановлением Госсовета КНР от 18 июня 2002 года были расформированы округ Цзюцюань и городской уезд Цзюцюань, и образован городской округ Цзюцюань.

## Административное деление
Городской уезд делится на 1 уличный комитет, 7 посёлков, 3 волости и 2 национальные волости.

## Экономика
В 1939 году на территории уезда Юймэнь была обнаружена нефть, широкомасштабная промышленная добыча которой началась после образования КНР.